# Полесск (Ельский район)
Полесск (бел. Палеск) — посёлок в Добрынском сельсовете Ельского района Гомельской области Беларуси.
На востоке граничит с лесом.

## Административное устройство
До 15 января 2023 года входил в состав Млынокского сельсовета. В связи с объединением Добрынского и Млынокского сельсоветов Ельского района Гомельской области в одну административно-территориальную единицу — Добрынский сельсовет, включен в состав Добрынского сельсовета.

## География

### Расположение
В 4 км на юго-восток от районного центра и железнодорожной станции Ельск (на линии Калинковичи — Овруч), 181 км от Гомеля.

### Гидрография
Недалеко протекает река Млынок.

## Транспортная сеть
На автомобильной дороге Новая Рудня — Мозырь. Деревянные дома и хозяйственные строения рядом из автодорогой.

## История
Посёлок начал формироваться в 1950-х годах возле кирпичного завода Ельского райпромкомбината.

## Население

### Численность
- 2004 год — 18 хозяйств, 49 жителей.

### Динамика
- 2004 год — 18 хозяйств, 49 жителей.